# Calystryma naka
Calystryma naka är en fjärilsart som beskrevs av William D. Field 1967. Calystryma naka ingår i släktet Calystryma och familjen juvelvingar. Inga underarter finns listade i Catalogue of Life.